# Małaja Inia (Ałtaj)
Małaja Inia (ros. Малая Иня) – wieś w Rosji, w Republice Ałtaju, w rejonie ongudajskim. W 2010 liczyła 208 mieszkańców.